# Megacyllene angulata
Megacyllene angulata es una especie de escarabajo longicornio del género Megacyllene, tribu Clytini, subfamilia Cerambycinae. Fue descrita científicamente por Fabricius en 1775.

## Descripción
Mide 6-15,9 milímetros de longitud.

## Distribución
Se distribuye por Costa Rica, Bolivia, Brasil, Dominica, Ecuador, Guatemala, Guyana, Guyana Francesa, Honduras, México, Nicaragua, Panamá, Perú, Surinam y Venezuela.